# Certosa di Pavia, Lombardiet
Certosa di Pavia är en ort och kommun i provinsen Pavia i regionen Lombardiet i Italien. Kommunen hade 5 544 invånare (2018).
I kommunen ligger klostret Certosa di Pavia.